# Проблем
Проблем је реч грчког порекла πρόβλημα (próblema) и значи научни задатак или спорно питање. У ширем значењу, то је задатак који чека решење, спорно и сумњиво питање које треба решити или загонетка.

## Појам „Проблем“ у разним областима
- Проблем одлучивања у логици;
- Проблем у теорији графова;
- Проблем у филозофији;
- Проблем у шаху;
- Проблем у математици;
- Социјални проблеми.